# 彼得罗内尔-卡农图姆
彼得罗内尔-卡农图姆（德語：Petronell-Carnuntum）是奥地利下奥地利州莱塔河畔布鲁克县的一个市镇。总面积25.36平方公里，总人口1158人，人口密度45.7人/平方公里（2009年）。